# 森林公園検修区

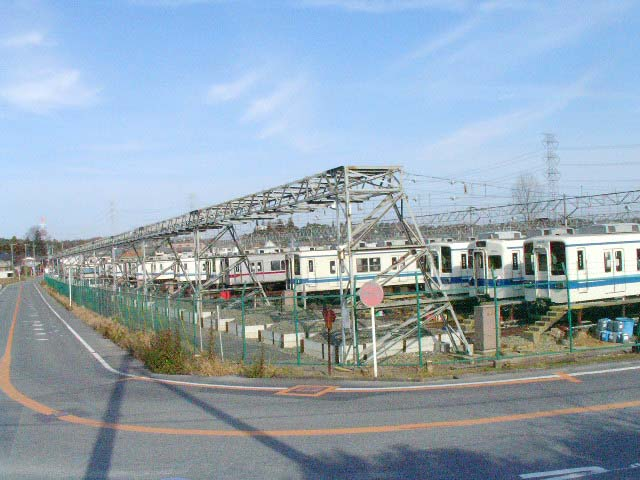
森林公園検修区

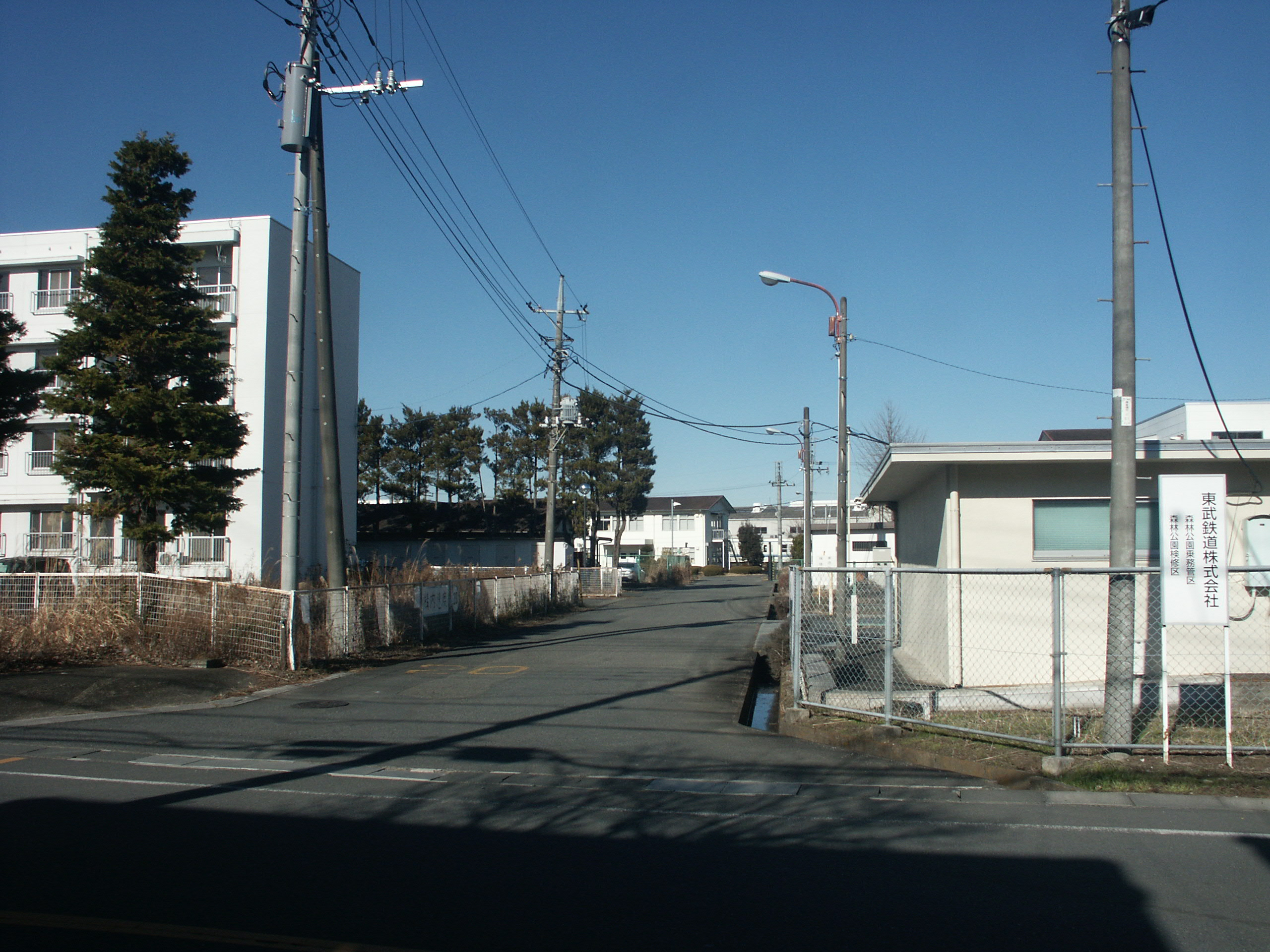
森林公園検修区入口付近

森林公園検修区（しんりんこうえんけんしゅうく）は、埼玉県比企郡滑川町にある東武鉄道の車両基地。同社鉄道事業本部車両部所属。

## 概要
本検修区は、1929年（昭和4年）に川越市駅隣接の場所に発足した川越電車庫（後に川越電車区に改称）を前身にもつ車両基地で、当地が収容能力の限界に達したため、1971年（昭和46年）に東上本線森林公園駅西方小川町方に隣接する現所在地に移転した。構内は本線南側に沿って広がっており、東上線系統（東上本線・越生線）の全車両が配置されている。
本区は、森林公園駅の小川町方の下り線に繋がっており、そこから出入区を行う。主な業務として、月検査や列車検査といった検修業務や、車両保守担当者が構内入換、信号取扱業務を行っている。

## 沿革
- 1914年（大正3年）5月1日：川越町駅（現・川越市駅）開業[3]。駅隣接地に車両留置線設置。
- 1929年（昭和4年）10月 - 川越電車庫として発足[1][2]。
- 時期不詳 - 川越電車庫を川越電車区に改称。
- 1971年（昭和46年）3月1日 - 東上線系統の電車基地の機能を川越電車区から移転して使用開始[1][2]。

## 設備
構内には、以下の設備を有している。
- 月検査線：2本
- 列車検査線：3本
- 局修線：1本
- 洗浄線：6本
- 転削台：1台

## 配置車両
- 8000系
  - ワンマン運転用として4両編成が配置されている。
  - 森林公園 - 寄居間と越生線で限定運用されるため、クハ8400形の貫通幌が撤去されている。両先頭車には2015年に開始された東武型ATS（TSP）からT-DATCへの切り替え導入に備えて統合保安装置の新設工事が行われた。森林公園から寄居口や越生線への回送時に使用されるもので、営業運転には使用されていなかったが、2023年よりワンマン区間の拡大に伴って森林公園 - 小川町間でATCを使用した営業運転を行うようになった。
  - 過去に配置されていた一部の2両編成（8505F・8506F・8510F）には秩父鉄道のATSが搭載されており、東武本線との車両の転配属や南栗橋工場の出入場の際には控車として使用されていたが、現在はいずれも廃車ないし南栗橋車両管区へ転属済となっている。
  - 2014年に、81111Fが東上線開業100周年記念としてセイジクリームに、81107Fがオレンジとベージュのツートンカラーへ復刻塗装された。
  - 2015年に、8198Fが紺色に黄色ラインの「フライング東上」色へ復刻塗装されたが、2019年7月の検査において新標準色へ塗り直されている。
  - ワンマン非対応の8000系は#過去の配置車両を参照。

- 9000型・9050型
  - 地下鉄直通用として、9000型80両（10両編成8本）・9050型20両（10両編成2本）の計100両が配置されている。
  - 2006年はじめから2008年6月の東京メトロ副都心線開業までに、量産先行車の9101Fを除く全編成に対して、副都心線対応工事が当検修区で施工された。改造の対象外とされた9101Fは地下鉄直通運用から外れ、現在は池袋発着の地上運用のみで使用される（東武9000系電車#副都心線直通に伴う改造）。

- 10000型・10030型
  - 10両（10000型/10030型）・6両（10030型/10030型50番代のみ）・4両（10030型/10030型50番代のみ）の各編成が在籍し、主に池袋 - 小川町間で運用される。10030型の10連1本と6連・4連各6本が修繕済み、それ以外の編成が未修繕となっている。
  - 小川町 - 寄居間・越生線でワンマン運転が開始される以前は、4両編成単独で越生線の運用につくこともあった。また、4連・6連の各編成が単独で運用につくこともあった。
  - 4連・6連については本線系統に所属する車両との転配属が比較的頻繁に行われていた（2015年以降は、東上線用車両にT-DATC装置が必要となるため、本線系統からの転配属時は改修が必要）。
  - 東上線でのATC稼働開始に伴い、6連・4連それぞれの組成相手は固定され、組み合わせが変わる、片方の編成のみで営業に入るなどといった事例は見られなくなった。このため、中間に挟まるクハ16630・クハ11430の両形式には前照灯の撤去や転落防止幌の設置などが行われている。また、6本在籍する6+4組成のリニューアル車は内部の運転台機器を完全に撤去しており、後述の30000系と同様に事実上の10両固定編成としての運用が行われている。
  - 2連は2008年6月のダイヤ改正における東上線池袋口の全列車10両化のために本線系統から転入してきたもので、常時8連の小川町方に連結される形で運用されていた。東上線での運用に際しては、クハ18800が装備していた密着自動連結器をクハ12200に、クハ12200が装備していた密着連結器をクハ18800に装備させる措置が取られていた。
  - 8連・2連各2本については、2013年末に11802F+11202Fがリニューアル工事のため館林へ回送、2014年初頭にはもう一方の11801F+11201Fもリニューアルのために館林へ回送され、リニューアル後はそのまま春日部区へ転出となった（8両固定編成の本線系統への転出は初めて）。転属に際して、交換された2連の連結器は元に戻されたほか、8連側も従来の密着自動連結器から他の本線車と同様の密着連結器へ交換されている（電気連結器の設置は行われていない）。

- 30000系
  - 2011年1月に南栗橋車両管区から4両編成・6両編成各1本（31401F・31601F）が転入し、この2本を合わせて10両編成が組まれた。地上線のみの運用であることから、半蔵門線直通時代に装備されていた運行番号表示器は撤去された。実質的な10両固定編成とするため、通常先頭に出ることのないクハ36600・クハ31400の両形式には前照灯や排障器などの撤去、転落防止幌の設置などが行われ、事実上の中間車とされた。また、転用に際して運転台パネルのグラスコックピット化が行われるなど、乗務員室内のレイアウトに多少の変更が生じている。これらの諸改造を受けたうえで、両編成は2011年6月13日より営業運転を開始した。
  - 続いて2011年10月6日に31411Fが、2011年10月13日には31611Fが転入。31601F+31401Fとほぼ同じ内容の工事が施され、11月23日から営業運転を開始した。以降、ATC未対応の10030型とトレードされる形で順次転入が続き、2015年までに13編成が東上線へ。その後目立った動きは無かったが、2020年1月23日、南栗橋へ転出した51008Fと入れ替えに、31606F+31406Fが転入。同年2月12日から営業運転を開始した。さらに2021年9月、51009Fが南栗橋へ転出したことに伴い、最後まで半蔵門線直通用として残っていた31609F+31409Fが転入。同年10月より営業を開始し、これを以って30000系は6連・4連各15本、計150両全車が当検修区の配置となった。
  - 転入工事は2012年まで当区構内で行われていたが、2013年度以降は部品調達などの都合から南栗橋車両管区で実施されるようになった。

- 50000型・50070型・50090型
  - 東上線用の新型車両で、2004年度より導入されている。全て10両編成で、2023年9月現在、50000型（地上線用）が7本、50070型（地下鉄用）が7本、50090型（TJライナー用）が6本配置されている[4]。
  - かつては50000型の第8・第9編成も配置されていたが、先の半蔵門線直通運用から撤退した30000系とトレードされる形で、51008Fが2019年12月に、51009Fが2021年9月にそれぞれ南栗橋車両管区へ転出している。

また、森林公園で外泊運用となるメトロ車が1本、東急車が2本存在する（2023年3月改正ダイヤにて）。

## 過去の配置車両
- 3000系
  - 戦前の旧型車両を更新して就役した。非冷房車および8000系増備に伴い1972年に全車野田線へ転出し、東上線は全車20m車化が完了した。

- 5000系・5050系
  - 5000系は1979年に4両が転入し、その後本線から残りの8両も転入した。東上本線全区間や越生線も担当したが、10000系が配置されるようになると冷房改造（ブレーキ等は5050系と同等となり混結も可能）に伴い本線へ転属。5050系が東上線に転属すると再度冷房化改造を施した5000系が東上線に転入、小川町 - 寄居間の区間運用や越生線限定で使用された。1990年に全車野田線へ転出した。

- 7300系・7800系
  - 川越電車区からの移転で、当時あった8000系と共に配置された。東上線全線を担当したが、10000系の配置で7300系の全廃とともに、池袋 - 森林公園間の運用を廃止後は寄居口や越生線での運用に絞られた。7800系も1985年までに5070系への更新のため全廃となった。

- クエ7000形
  - 救援車で、川越電車区からの移転時に7002が配置された。使用されること無く1978年に廃車された。

- 8000系
  - 1963年の登場以来、非冷房車が川越電車区に配置されたが、1971年の移転以降、1972年から1976年までに新製冷房車6連（8156F・8161F - 8165F・8170F - 8172F）が配置された。
  - 1977年には8両編成が配置されたほか、旧型78系の置き換えなどで最後期車の2両・4両・6両・8両編成も配置された。なお、東武博物館へ売却され動態保存されている8111Fも、当区への配置歴がある。
  - 本線からの30000系の転属と池袋-小川町間のATC化にともない、2015年1月17日のFinalツアーをもって2両・8両編成の旅客運行を終了した。

## イベント

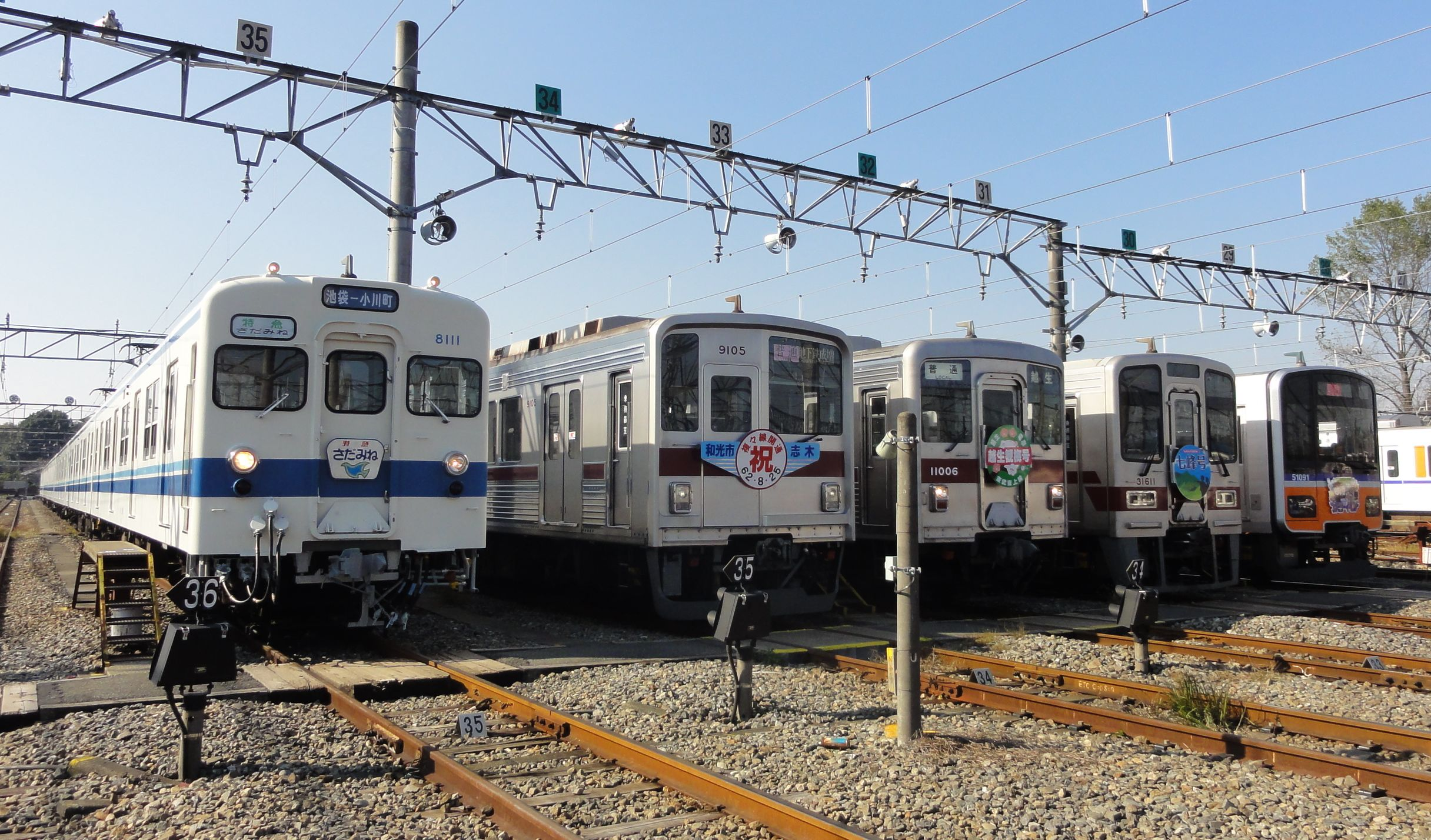
2011年開催時の撮影会展示車両

2006年から2014年までは年に2回ほど、一般利用者を対象に検修区内の撮影会やグッズの販売を行うイベントが行われていた。2004年・2006年には東上線クリスマスイベントとして開催された。
2018年にはTJライナー運行開始10周年記念を記念した「TJライナー10周年記念 ファン感謝ツアー」が行われ、ツアー参加者向けに50090系5編成と8000系2編成を使用した撮影会が森林公園研修区で行われた。
詳細は東武東上線ファミリーイベントを参照。